# Otvoreno sveučilište Subotica
Otvoreno sveučilište Subotica (srp. Отворени универзитет Суботица, mađ. Szabadkai Szabadegyetem) je sveučilišna ustanova u Subotici, Vojvodina.

## Povijest
Osnovano je 1953. imenom pod imenom Radničko sveučilište (srp. Radnički Univerzitet) "Veljko Vlahović". Pod krovom ovog sveučilišta od prvih su dana okupljene sve ostale ustanove i programe za obrazovanje odraslih u općini, regiji i zemlji. Stalno je ulagalo u suvremenu nastavnu tehnologiju, nastavne programe, kadrovski potencijal zbog čega je vrlo brzo postiglo zapažene rezultate. 
U bivšoj Jugoslaviji su radnička sveučilišta bila iznimno važne uloge u tadašnjem socijalističkom društvenom konceptu. Padom komunizma i demokratskim promjenama što su uslijedila postupno su mijenjala svoju funkciju. Nisu se sva uspjela prilagoditi novonastalim društvenim okolnostima i mnogo ih je nestalo. Subotičkom se to nije dogodilo zbog raznovrsnosti ponude. Opstalo je i vrlo uspješno nastavilo djelovati. 1990-ih je bilo stožer razvitka civilnoga društva i slobodne misli. Vrlo je pridonijelo afirmiranju brojnih nevladinih organizacija i mnoge su sjedišta imala u njegovom prostoru. Ustanova je preustrojena 1992. godine. U skladu s potrebama građana i svjetskim trendovima u obrazovanju odraslih, Radničko sveučilište preobraženo je u Otvoreno sveučilište.

## Otvoreno sveučilište danas
Razvilo je brojne aktivnosti na polju ljudskih resursa. Organizira i Filmski festival na Paliću, Međunarodni festival dječjih kazališta, bavi se raznim istraživačkim projektima i bogate je nakladničke djelatnosti.
Jedna je od čelnih ustanova u području (ne)formalnog obrazovanja i kulture u Srbiji. Misija ustanova je podizanje kakvoće života građana putem promicanja i ostvarivanja "nove pismenosti" te primjena inovativnih programskih sadržaja radi unaprjeđenja društva.

## Vanjske poveznice
- Službene stranice